# Anders Lilja (präst)
Jonas Sundelin, född 2 november 1751 i Södra Vi församling, Östergötlands län, död 20 mars 1814 i Östra Stenby församling, Östergötlands län, var en svensk präst.

## Biografi
Anders Lilja föddes 1751 i Södra Vi församling. Han var son till extra hejdridaren Olof Lilja och Maria Trägårdh i Kalmar län. Lilja blev 177 student vid Uppsala universitet och prästvigdes 10 april 1778. Han blev 17 november 1789 komminister i Östra Stenby församling, tillträde 1791 och avlade 3 september 1800 pastoralexamen. Lilja blev 26 april 1805 kyrkoherde i Å församling, tillträdde 1807 och blev 10 mars 1813 kyrkoherde i Östra Stenby församling, tillträdde samma år. Han avled 1814 i Östra Stenby församling.

### Familj
Lilja gifte sig 16 juli 1790 med Christian Nyrén (1765–1826). Hon var dotter till kyrkoherden i Kuddby församling. De fick tillsammans barnen Carl Olof Lilja (1791–1795), Anders Christian Lilja (1794–1795), Maria Christina Lilja som var gift med rektorn S. J. Norraeus vid Söderköpings trivialskola, Carl Lilja (1796–1797), Johan Peter Lilja (född 1798), Alexanders Lilja (1800–1814) och Axel Theodor (född 1802).